# AF Andromedae
AF Andromedae (AF And) è una variabile blu luminosa (LBV), una stella la cui luminosità apparente cambia nel tempo, ed è tra le stelle più luminose di questo tipo nella galassia di Andromeda.
La massa della stella non è stata calcolata esplicitamente, ma si stima sia 50-120 M☉.

## Scoperta
Ne fu scoperta la natura di stella variabile nel 1927, dall'osservatorio dell'Harvard College, con un intervallo di magnitudine fotografica compreso tra 15,3 e 16,5, e venne inizialmente indicata come HV 4013, per poi diventare AF Andromedae. Uno studio successivo ne ricostruì la storia tra il 1917 e il 1953, rilevando cinque o sei eruzioni maggiori e due o tre minori. Altre eruzioni furono osservate nel 1970-74, 1987-92, 1998-2001 e 2017.
AF And è stata spesso chiamata var 19, dal nome del suo numero in una lista di stelle variabili di Hubble in M31 e M33. È stata identificata come una delle cinque variabili Hubble-Sandage: Var A, Var B, Var C e Var 2 in M33 e Var 19 in M31. Sulla base dei confronti dei diagrammi colore-colore, le è stata assegnata la classe spettrale B ed è stata correlata alle variabili P Cygni. Le osservazioni dal 1960 al 1970 hanno mostrato variazioni irregolari della magnitudine nella banda B (blu) tra 15,5 e 17,6, con magnitudini visive leggermente superiori. Il primo spettro dettagliato fu pubblicato nel 1975.

## Spettro di emissione
AF And, durante le fasi esplosive, ha uno spettro di emissione peculiare, molto simile a quello di Eta Carinae, probabilmente a causa di un denso vento stellare. Quando è quiescente, lo spettro è simile alle stelle post-sequenza principale di tipo O o a quelle di tipo WN.
In particolare si riscontrano emissioni insolitamente forti nelle righe 250,7 nm del FeII (caratteristica simile a quella riscontrata in Eta Carinae) e dell'idrogeno, sia consentite che proibite, nonché linee di HeIpiù deboli. La variabilità e la mancanza di certe righe di assorbimento sfidano una normale classificazione spettrale, ma è stata ipotizzata una classificazione vicina alla A.